# On My Way Home
Az On My Way Home Enya ír dalszerző és énekesnő második kislemeze The Memory of Trees című stúdióalbumáról. 1996 decemberében elérte a 26. helyet a brit kislemezlistán. A dalnak a kislemezen nem az albumváltozata, hanem egy rövidebb remixe szerepel.

## Változatok
A kislemez különböző kiadásai.
CD maxi kislemez (Ausztrália, Németország)
1. On My Way Home (remix) – 3:36
2. Eclipse – 1:34
3. I May Not Awaken – 4:26

CD maxi kislemez (Egyesült Királyság, Korea, Németország)
Kazetta (Korea)
1. On My Way Home (remix) – 3:36
2. Eclipse – 1:34
3. Storms in Africa (Part II)
4. Boadicea – 3:30

CD maxi kislemez (Egyesült Királyság, Japán)
1. On My Way Home (remix) – 3:36
2. Morning Glory
3. I May Not Awaken – 4:26
4. Eclipse – 1:34

Kazetta (Egyesült Királyság)
1. On My Way Home
2. Boadicea